# Анна Уильямс
Анна Уильямс (яп. アンナ・ウィリアムズ Anna Wiriamuzu) — вымышленный персонаж серии видеоигр в жанре файтинг Tekken. Её первое появление состоялось в Tekken (1994). Анна — самовлюблённая и высокомерная младшая сестра тихой и серьёзной Нины Уильямс, личный телохранитель Кадзуи Мисимы и второе должностное лицо в Корпорации G. Кроме того, она является тётей известного британского боксёра Стива Фокса. Анна выступает в качестве вечной соперницы Нины.
Изначально она использует те же движения, что и Нина, однако со временем Анна приобретает собственные движения. В других продуктах серии Tekken, в том числе и фильмах, Анна обычно играет роль второстепенного антагониста. Персонаж был хорошо принят критиками и общественностью.

## Появления

### В видеоиграх
Анна родилась и выросла в Ирландии вместе со своей старшей сестрой Ниной. С раннего детства их отец, бывший убийца Ричард Уильямс, обучал Анну и Нину боевым искусствам. Помимо этого, обучением Анны занималась её мать. После смерти Ричарда при загадочных обстоятельствах, сёстры обвинили друг друга в его гибели, что привело к вражде между ними. Они пошли разными путями: Нина стала убийцей, в то время как Анна присоединилась к военному отряду Тэккэн Сю.
Анна играет незначительную роль в первой части серии, появляясь в качестве суб-босса Нины. Её история была расширена в последующих играх. В Tekken 2, как и в предыдущем турнире, Нина получает задание убить спонсора текущего турнира, Кадзую Мисиму. По предложению Кадзуи или же руководствуясь собственным желанием, Анна стала его телохранителем, наряду с Ганрю и Брюсом Ирвином. Позже Нина была захвачена Мисима Дзайбацу и использована в качестве подопытной для криогенных исследований Доктора Босконовича. Узнав об этом, Анна добровольно вызвалась принять участие в эксперименте, но взамен потребовала быть разбуженной в то же время, что и Нина. Её истинные мотивы не были установлены, однако скорее всего Анна не хотела чувствовать себя одинокой без старшей сестры и стареть, в то время как та, будучи погружённой в анабиоз, остаётся молодой.
В Tekken 3 Нина была разбужена 19 лет спустя, попав под контроль бога боевых искусств Огра, который поручил ей убить Дзина Кадзаму. По просьбе Анны, она была разбужена в то же время, однако не попала под влияние Огра. Кроме того, от долгосрочного сна у Нины образовались провалы в памяти. Желая вернуть их соперничество, Анна интенсивно работала с Доктором Босконовичем, чтобы восстановить потерянные воспоминания Нины. Тем не менее, план потерпел неудачу, когда Нина вспомнила о том, что не ладит с сестрой. После этого, Нина покинула Анну и не взаимодействовала с ней некоторое время.
В Tekken 5 Нина, желая вернуть свою память, назначила Анне встречу. Тем не менее, воспоминания и ненависть Нины инстинктивно вернулись и сёстры вступили в перестрелку. Поединок продолжался в течение нескольких дней и обе сестры договорились встретиться на пятом турнире «Король Железного Кулака» и закончить битву. Сёстры согласись на смертельное сражение, однако, когда Нина победила Анну, она отказалась убить её, не удовлетворившись результатом.
Униженная своим поражением, Анна поклялась отомстить Нине, которая ушла в подполье. До Анны дошли слухи, что старшая сестра стала телохранителем Дзина Кадзамы, тем самым вступив в ряды Мисима Дзайбацу. В поисках новой встречи с Ниной, Анна стала присоединилась к Корпорации G, в качестве личного телохранителя Кадзуи Мисимы, зная, что его план противостояния с Дзином в дальнейшем приведёт её к Нине. По просьбе Кадзуи она приняла участие в шестом турнире «Король Железного Кулака». По сюжету она руководит войсками корпорации G в противостоянии с Мисима Дзайбацу и повстанческими войсками Ларса Александерссона. Также она сопровождает Кадзую на пути к храму Азазеля в пустыне.
Анна появляется в спин-оффе Нины Death by Degrees в качестве офицера Тэккэн Сю. Стиль боя Анны в игре схож с тем, что она использует в серии Tekken. Она является финальным боссом игры и, после победы над ней, Нина спасает младшую сестру от падения с обрыва, вспоминая, как та утешала её после смерти их отца. Затем Анна спасает Нину от взрыва. После прохождения сюжета, открывается «Режим Анны», где Анна становится играбельным персонажем.
Анна отсутствует в Tekken 4, однако кратко упоминается в прологе Нины. Также она присутствует в играх Tekken Card Challenge, Tekken Tag Tournament, Tekken Tag Tournament 2 и Tekken 3D: Prime Edition.

### Дизайн и геймплей
Анна — сексуальная, страстная и соблазнительная девушка, во время сражений носит откровенные наряды. Перед боем она любит флиртовать и дразнить противника, а после победы — придаваться злобному смеху и совершать провокацинные действия. За её поведение и стиль, Анну можно рассматривать в качестве флэппера, а также как роковую женщину. Как правило, она носит видоизменённый ципао/чёнсам, колготки с цветочным узором, а также перчатки и обувь на высоких каблуках. Анна — шатенка, которая носит стрижку каре. Помимо этого, её альтернативным нарядом является синее пальто со шляпой того же цвета и длинные сапоги. Среди прочего, у неё имеется третий костюм — леопардовое пальто. В Death by Degrees Анна одета в боевое обмундирование и имеет другую причёску. В первой части Tekken ей 18 лет, во второй — 20, а в шестой — 43. Несмотря на это, из-за пребывания в криогенном сне, она сохранила свою молодость.
Анна выступает в качестве суб-босса Нины в оригинальной игре и не является играбельным персонажем до выхода консольной версии. Она продолжает быть суб-боссом Нины во всех последующих играх серии, за исключением Tekken 4, единственной игре, в которой она не появлялась. В Tekken 5 её суб-боссом выступает Ли Чаолан, в то время как сама Анна является суб-боссом Крэйга Мардука. Кроме того, Анна — финальный босс в Death by Degrees. В большинстве игр Анна — открываемый персонаж, однако в Tekken Tag Tournament, Tekken 6 и Tekken Tag Tournament 2 она доступна с начала игры.
Боевой стиль Анны базируется на хапкидо, боевом искусстве, известном своими эффективными захватами, бросками и удушающими, а также неприступной обороной. Несмотря на то, что Анна и Нина практикуют одно и то же боевое искусство, каждая из них использует свой собственный стиль. Изначально её движения схожи с движениями Нины, однако со временем её арсенал пополняется новыми приёмами. В Tekken 3 Анна играбельна только в консольной версии. В аркадной версии она появляется в качестве альтернативного костюма Нины и использует те же движения, что и её сестра.

### В других медиа

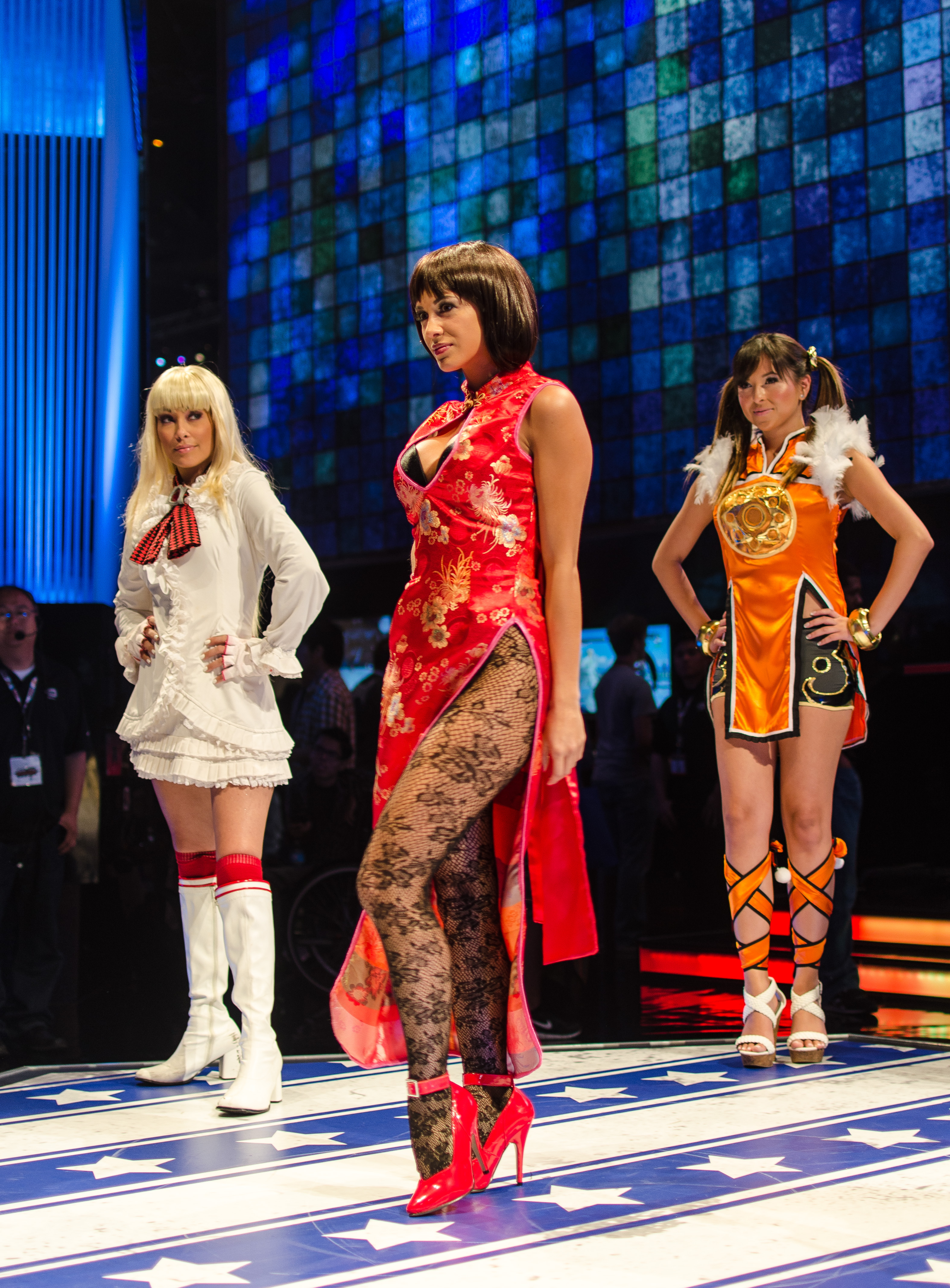
Элль Наварро в роли Анны на Electronic Entertainment Expo 2012

Анна появляется в OVA Tekken: The Motion Picture в качестве одного из главных антагонистов. Её соперничество с Ниной претерпело некоторые изменения, к примеру теперь они сражаются за внимание Ли Чаолана (их нанимателя). При первом появлении она вступает в интимную связь с ним. Затем она пытается убить Кадзую, Нину и Дзюн, но терпит неудачу. Некоторое время спустя, Анна вступает во время её сражения с Ниной, Анну убивает биологически усиленный динозавр.
В художественном фильме Tekken 2009 года роль Анны Уильямс исполняет Мэриен Запико. Она является наёмной убийцей, которая работает в паре с Ниной, а также любовницей Кадзуи Мисимы. Кадзуя поручает Анне и Нине убить Дзина Кадзаму, однако те привлекают внимание Кристи Монтейру и сбегают. В отличие от игр, по версии фильма Анна и Нина не испытывают неприязни друг к другу. Кроме того, она не имеет никакого отношения к Стиву Фоксу.
Анна появляется в анимационном фильме Tekken: Blood Vengeance. В самом начале фильма она сражается с Ниной. Та, попав в засаду, сбегает. Затем Анна становится куратором Лин Сяоюй, с помощью которой намеревается найти Шина Камию. В финале она вновь сражается с Ниной и решает сохранить ей жизнь, захватив в плен. Их дальнейшая судьба остаётся неизвестной.
Также Анна участвуют в событиях манги Tekken: Tatakai no Kanatani, Tekken Saga, Tekken Forever и Tekken 2. В 2000 году Epoch Co. выпустили фигурку Анны, на основе её появления в Tekken 3. В 2004 году была выпущена фигурка Анны в рамках серии SR Namco Girls Part 5. Элль Наварро исполнила роль Анны в короткометражном фильме Tekken Tag Tournament 2, показанном на San Diego Comic-Con International 2012 года.

## Отзывы и мнения
Анна получила широкую известность за свою сексуальную привлекательность. В 2008 году GameDaily включил Анну в топ 50 «самых горячих деток в видеоиграх», добавив, что «не следует игнорировать её галантный боевой стиль, а также сексуальный внешний вид, который поддерживает его». В 2009 году PlayStation Universe поставил нецензурную концовку Анны из Tekken 3 на 9-е место в списке величайших концовок Tekken всех времён. В 2011 году UGO.com включил Анну в список 50 «самых горячих» женских персонажей в видеоиграх. Play включил её в список 10 лучших «сучек в играх». В 2012 году Complex поместил Анну на 7-е место в списке «самых горячих» персонажей видеоигр, а её грудь на 4-е место в списке лучших «прелестей» в видеоиграх. В 2013 году 4thletter поставил концовку Анны из Tekken 5 на 136-е место в списке лучших концовок файтингов. Она вошла в число 22 наиболее привлекательных девушек в списке GameHall в 2014 году.
Некоторые критики отметили сходство Анны с её сестрой Ниной. Interia.pl включил обеих сестёр в список самых сексуальных героинь видеоигр на момент 2012 года. В 2011 году Joystiq были опечалены новостью, что продюсер Capcom Ёсиноро Оно хотел включить Анну в число персонажей из Street Fighter X Tekken, однако «режиссёр был против этого, так как в игре уже была Нина». GamesRadar прокомментировали, что «мы можем только надеяться, что ирландская роковая женщина найдёт своё место в Tekken X Street Fighter». В официальном опросе Namco Анна заняла 16-е место среди наиболее востребованных персонажей из Tekken X Street Fighter.